# Turbonilla regina
Turbonilla regina är en snäckart som beskrevs av Dall och Bartsch 1909. Turbonilla regina ingår i släktet Turbonilla och familjen Pyramidellidae. Inga underarter finns listade i Catalogue of Life.